# Coll de les Basses de Fabert
El Coll de les Basses de Fabert, o, simplement, Coll de les Basses, és un coll de muntanya dels Pirineus situat a 1.620,7 m alt que uneix les comarques del Ripollès i el Vallespir, entre els termes municipal de Molló i comunal de Prats de Molló i la Presta.
És a la zona sud-oest del terme, al sud-oest de la vila de Prats de Molló. És al costat sud-est del Puig Sec i al nord-oest del Puig de les Basses de Fabert.
El Coll de les Basses de Rabert és un destí freqüent de les rutes de senderisme del Massís del Canigó.